# Герб Мальты
Герб (официально эмблема) Мальты — один из официальных символов Мальты. Современный герб утверждён «Актом об эмблеме и печати республики Мальты» от 1988 года. 

## Описание
Треугольный щит, рассечённый на серебро и червлень. В серебряной части во главе изображение креста Георга с червлёной каймой. Над щитом золотая башенная корона с пятью зубцами, что напоминает о крепостных укреплениях Мальты и означает город-государство. Вокруг щита две ветви: справа оливковая, слева пальмовая, означающие мир и природу Мальты; ленты перевязаны внизу белой с красной изнанкой лентой, на которой чёрными буквами написано: мальт. «Repubblika ta' Malta» («Республика Мальта»).

## История

#### 1800—1964 года
Мальта была британским протекторатом с 1800 по 1813 год и колонией с 1813 по 1964 год. Герб, используемый на Мальте, был гербом Великобритании:
- 1800–1801
- 1801–1816
- 1816–1837
- 1837–1952
- 1953–1964

Однако в период с 1875 по 1964 год Мальта имела три знака (бейджа). На первом (1875—1898) был изображён белый Мальтийский крест на бело-красном фоне, на втором (1898—1943) — бело-красный щит (как на гербе Мдины), на третьем (1943—1964) — герб 1898 года, но с Георгиевским крестом на синем кантоне на белой половине. Все три знака были изображены на мальтийских государственных знамёнах и флаге губернатора:
- 1875–1898
- 1898–1943
- 1943–1964

#### 1964—1975 года
В 1964—1975 годах герб представлял собой щит цветов мальтийского флага (рассечённый червлёно-серебряный с крестом в углу), обрамлённый с одной стороны пальмовой, а с другой — оливковой ветвью, означающими соответственно победу и мир. На щите располагался рыцарский шлем с червлёно-белым бурлетом и намётом, и золотая башенная корона с восемью зубцами. Щитодержателями выступали два геральдических дельфина. Внизу — синие волны, вместе с дельфинами означающие расположение Мальты в Средиземном море, восьмиконечный мальтийский крест, связанный с орденом Святого Иоанна, лента с девизом «Virtute et Constantia» (с лат. — «Доблесть и стойкость»). Сегодня этот девиз используется в ордене «За заслуги». Автор рисунка — Эдвард Абела, помощник генерального директора банка Mid-Med (ныне HSBC Bank Malta).
Также использовался вариант с короной Святого Эдуарда вместо башенной короны, эта версия служила гербом генерал-губернатора Мальты.

#### 1975—1988 года
11 июля 1975 года (год после того, как Мальта стала республикой) был принят новый герб. Он изображает сцену на берегу: восходящее солнце, мальтийская лодка dgħajsa на воде, вилы и лопата на берегу, справа растёт опунция (вид кактуса). Все эти символы так или иначе связаны с Мальтой. Под этим изображением написано новое название страны — мальт. «Repubblika ta' Malta» (Республика Мальта). Этот герб можно было увидеть на монетах, которые были в обращении до 1 января 2008 года, пока Мальта не перешла на евро.

#### Современный герб
Эмблема была спорной, поскольку она не была геральдической, и её заменили нынешним гербом вскоре после победы националистов на выборах 1987 года. Было предложено переиздать герб 1964 года, но в конечном итоге был выбран его упрощённый вариант. Задача по созданию новой национальной эмблемы была возложена на рабочий комитет по наградам и почетным званиям, возглавляемый Адрианом Стриклендом. Новый герб был разработан Адрианом Стриклендом, который подготовил предварительные эскизы, и Робертом Коулом, который закончил дизайн.